# Faro del Dique Oeste (Calais)
El Faro del Dique Oeste (en francés: Feu de la jetée de l'Ouest) es un faro situado en la localidad de Calais, departamento de Paso de Calais, Francia. Está situado en el extremo de uno de los diques del puerto de Calais.

## Historia

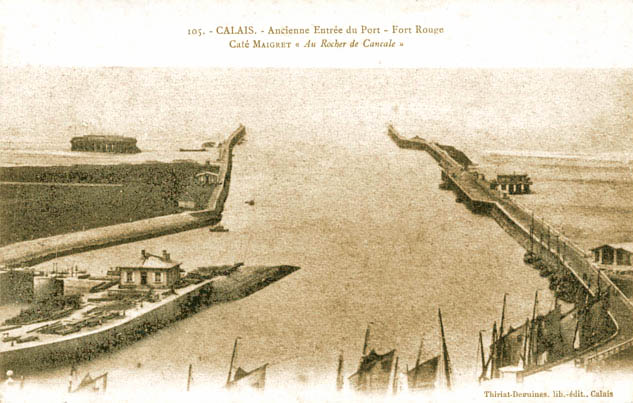
El puerto de Calais en el. Se observan los dos diques que delimitaban la entrada del puerto, Este y Oeste, y a la izquierda, los restos del Fuerte Rouge, donde estuvo situado un primitivo faro.

El primer faro situado en la extremidad del Dique Oeste de Calais fue instalado en 1842, sustituyendo a una primitiva luz situada en el Fuerte Rouge, una construcción defensiva del puerto, desde 1772. Emitía una luz roja fija.
Este faro fue sustituido por uno nuevo en dos ocasiones, en 1891 y en 1903. Este último faro consistía en una torre metálica pintada de blanco, linterna de color negro y emitía una luz verde fija. Fue desplazado de su posición original en 1925 al construirse un nuevo dique oeste 100 metros más al oeste que el anterior. En 1940 fue cambiada su característica a una de 2+1 ocultaciones en un ciclo de 12 segundos. Fue destruido durante la Segunda Guerra Mundial.
El faro actual fue instalado en 1959.

## Características
El faro consiste en una torre metálica de 12 metros de altura pintada de blanco con linterna y galería pintadas de verde oscuro. Emite una luz verde en isofase de 3 segundos con un alcance nominal nocturno de 9 millas náuticas. En tiempo de niebla la característica del faro puede cambiar a un destello de luz blanca cada 5 segundos, además de tener una campana que emite un toque cada 5 segundos.